# Коламбія (Луїзіана)
Коламбія (англ. Columbia) — місто (англ. town) в США, в окрузі Колдвелл штату Луїзіана. Населення — 277 осіб (2020).

## Географія
Коламбія розташована за координатами 32°6′8″ пн. ш. 92°4′35″ зх. д. / 32.10222° пн. ш. 92.07639° зх. д. (32.102101, -92.076435).  За даними Бюро перепису населення США в 2010 році місто мало площу 2,00 км², з яких 1,96 км² — суходіл та 0,03 км² — водойми.

## Демографія
Згідно з переписом 2010 року, у місті мешкало 390 осіб у 165 домогосподарствах у складі 82 родин. Густота населення становила 195 осіб/км².  Було 207 помешкань (104/км²).
Расовий склад населення:
| - 66,4 % — білих - 32,8 % — чорних або афроамериканців |

До двох чи більше рас належало 0,8 %. Частка іспаномовних становила 3,8 % від усіх жителів.
За віковим діапазоном населення розподілялося таким чином: 20,8 % — особи молодші 18 років, 61,3 % — особи у віці 18—64 років, 17,9 % — особи у віці 65 років та старші. Медіана віку мешканця становила 42,0 року. На 100 осіб жіночої статі у місті припадало 102,1 чоловіків;  на 100 жінок у віці від 18 років та старших — 104,6 чоловіків також старших 18 років.
Середній дохід на одне домашнє господарство  становив 49 267 доларів США (медіана — 34 868), а середній дохід на одну сім'ю — 64 484 долари (медіана — 41 364). За межею бідності перебувало 23,8 % осіб, у тому числі 27,1 % дітей у віці до 18 років та 16,2 % осіб у віці 65 років та старших.
Цивільне працевлаштоване населення становило 169 осіб. Основні галузі зайнятості: освіта, охорона здоров'я та соціальна допомога — 27,2 %, науковці, спеціалісти, менеджери — 18,9 %, публічна адміністрація — 11,2 %, роздрібна торгівля — 9,5 %.